# Kwasoodporność
Kwasoodporność – właściwość materiału lub organizmu (np. Lactobacillus acidophilus, Streptococcus mutans) polegająca na niewrażliwości (odporności) na działanie kwasów lub kwasowego środowiska.